# Ksenia Alexandrova
Ksenia Serguéievna Aleksandrova (en ruso: Ксения Сергеевна Александрова; Moscú, 12 de noviembre de 1994-ibidem, 12 de agosto de 2025) fue una modelo, presentadora de televisión, psicóloga y reina de belleza rusa. Fue la primera finalista en el concurso de Miss Rusia 2017 y más tarde representó a Rusia en el concurso de Miss Universo 2017.

## Primeros años y carrera
Aleksandrova nació y se crio en Moscú. Trabajaba como modelo con la agencia Modus Vivendis desde los 19 años.
En 2016, se graduó de la Universidad Rusa de Economía Plejánov, donde obtuvo una licenciatura en Finanzas y Crédito. En 2020, completó sus estudios en la Escuela Secundaria de Cine y Televisión «Ostankino». En 2022, se graduó de la Moscow Pedagogical State University con una licenciatura en Psicología.
Era psicóloga y terapeuta de psicodrama.

## Concursos de belleza

### Miss Rusia 2017
Aleksandrova representó a Moscú en la competencia de Miss Rusia 2017, y se colocó como primera finalista. Ella sucedió a la saliente primera finalista de Miss Rusia 2016 y Miss Universo Rusia 2016, Yuliana Korolkova.

### Miss Universo 2017
Aleksandrova representó a Rusia en la competencia de Miss Universo 2017, pero no avanzó al top 16 de cuartofinalistas. El concurso fue ganado por Demi-Leigh Nel-Peters de Sudáfrica.

## Muerte
En julio de 2025, se vio envuelta en una colisión automovilística en la región de Tver. Un alce corrió hacia la carretera y se estrelló contra el parabrisas del automóvil. Aleksandrova estaba en el asiento del pasajero y sufrió una lesión en la cabeza. Fue hospitalizada en la unidad de cuidados intensivos del Sklifosovsky Institute for Emergency Medicine, pero murió el 12 de agosto a los treinta años.